# Bruder und Schwester (2022)
Bruder und Schwester ist ein französischer Spielfilm von Arnaud Desplechin aus dem Jahr 2022. Die Titelrollen in dem Drama über Geschwister, die sich voneinander entfremdet haben, übernahmen Marion Cotillard und Melvil Poupaud.
Die Produktion wurde im Wettbewerb des Filmfestival von Cannes im Mai 2022 uraufgeführt. Die deutschsprachige Erstausstrahlung erfolgte am 17. Juli 2024 auf Arte.

## Handlung
Die Geschwister Alice und Louis haben sich seit über 20 Jahren nicht mehr gesehen. Alice ist Schauspielerin und hasst ihren Bruder, der als Lehrer und Dichter arbeitete. Als Louis sie eines Tages zufällig auf der Straße traf, begrüßte Alice ihn nicht und ergriff stattdessen die Flucht vor ihm. Als ihre Eltern sterben, sind sie gezwungen, wieder Kontakt miteinander aufzunehmen.

## Hintergrund
Bruder und Schwester ist der 14. Spielfilm des französischen Filmemachers Arnaud Desplechin. Das Projekt wurde als „spirituelles Begleitstück“ zu seinem Erfolgsfilm Das Leben ist seltsam (2004) beschrieben. Die Dreharbeiten wurden im Herbst 2021 beendet. Die Postproduktion begann Anfang Januar 2022. Desplechins üblicher Produktionspartner Pascal Caucheteux von Why Not produzierte das Werk. Für den Schnitt vertraute der Regisseur auf seinen langjährigen Weggefährten Laurence Briaud.

## Rezeption
Bruder und Schwester wurde in Branchenkreisen als möglicher Beitrag für das 75. Filmfestival von Cannes im Mai 2022 gehandelt. Tatsächlich wurde der Film in den Wettbewerb eingeladen, wo die Premiere am 20. Mai erfolgte. Ein Kinostart in Frankreich fand am selben Tag statt.
In einem rein französischen Kritikenspiegel der Website Le film français sah keiner der 15 Kritiker Frère et sœur als Palmen-Favoriten an. Im internationalen Kritikenspiegel der britischen Fachzeitschrift Screen International erhielt der Film zwei von vier möglichen Sternen und belegte unter allen 21 Wettbewerbsbeiträgen einen geteilten 16. Platz.
In Frankreich listet die AlloCiné-Website einen Durchschnitt von Pressebewertungen von 4,1/5 auf, basierend auf der Interpretation von 25 Pressetiteln.
Le Figaro verlieh dem Film fünf Sterne und erklärte: „Es heißt Anmut. Desplechin beherrscht sein Fach von A bis Z. Bilder sind seine natürliche Sprache. Er hat auch keine Angst vor Worten. Er ist ein absoluter Athlet des Kinos, der Erbe von Truffaut. Er wird unser Bergman“.
Première verlieh dem Film vier Sterne und sagte: „Nach der enttäuschenden Tromperie kehrt Desplechin in großartiger Form mit einem Film zurück, in dem er Liebes- und Hassgeschichten in der Familie mit einer immer wieder faszinierenden Geschicklichkeit erforscht. Marion Cotillard findet darin eine ihrer besten Rollen.“
Cahiers du Cinéma verlieh dem Film vier Sterne und erklärte: „Die Schönheit von Bruder und Schwester machte unseren Wunsch, Arnaud Desplechin zu treffen, dringend.“

## Auszeichnungen
Für Bruder und Schwester erhielt Desplechin seine siebte Einladung in den Wettbewerb um die Goldene Palme, den Hauptpreis des Filmfestivals von Cannes.